# Сільські збори
Сільські збори, сільські сходи — органи сільських громад у поміщицьких селах з елементами самоврядування, на чолі яких стояли старости. Вони виникли під час селянської реформи 1861, за якою колишні кріпаки отримали статус «вільних сільських обивателів», право участі у сходах, складанні мирських приговорів, обранні громадських посадовців і право бути обраними. Сільські збори складалися з виборних посадових осіб, а також туди входило по одному селянинові від кожного двору. Селяни-власники, тобто такі, що здійснили викупну операцію, не мали права брати участь у сходах, де обговорювалися питання взаємовідносин поміщиків і тимчасовозобов'язаних селян. Не дозволялося брати участь у сільських зборах особам, які перебували під судом, слідством та наглядом громади. Сільські збори скликалися за ініціативою мирового посередника чи поміщика, обирали органи селянського самоврядування, відали справами общинного землекористування і землеволодіння, розверстанням податків — державних і поміщикові, вирішували інші мирські справи. Сільські збори наділялися правом приймати нових членів та виключати з громади і тимчасово звільняти від участі в них певних осіб. Правомірність зборів забезпечувалася присутністю старости і не менше половини селян, що мали право на участь у сільських зборах. Схваленими вважалися рішення, які підтримувалися простою більшістю голосів або загальною згодою. Не менше 2/3 голосів вимагалося для рішення особливо важливих питань, таких як перехід на подвірне землекористування і володіння, при переділах землі, а також при видаленні, як гласив закон, «порочных членов общества» і передачі їх в «распоряжение правительства». Подібні сходи діяли з дореформеної доби в середовищі категорій вільних селян, таких як козаки, державні селяни та ін. Сільські збори були частиною волосного правління, завдяки чому сільське самоврядування ставало сегментом низової ланки державної влади в Російській імперії.